# Ciutat del Cap
Ciutat del Cap (afrikaans: Kaapstad, Plantilla:Lang-xh, anglès: Cape Town) és la segona ciutat més poblada de Sud-àfrica. Forma part de la municipalitat metropolitana de Ciutat del Cap. És la capital de la Província Occidental del Cap, i també la capital legislativa de Sud-àfrica, on se situen tant el Parlament Nacional com moltes altres seus governamentals. Ciutat del Cap és famosa pel seu port i per la seva conjunció natural de flora, la muntanya de la Taula i la punta del Cap. Sovint considerada com una de les ciutats més belles del món per la seva geografia, Ciutat del Cap és la destinació turística més popular del país.
Originàriament es va desenvolupar com a estació de proveïment per als vaixells holandesos que viatjaven a l'Àfrica oriental, l'Índia i Àsia, més de dos-cents anys abans de l'obertura del canal de Suez el 1869. L'arribada del navegant holandès Jan van Riebeeck el 6 d'abril de 1652 va significar l'establiment del primer assentament europeu a l'Àfrica subsahariana. Ràpidament va superar el seu propòsit originari com el primer lloc d'avançada al castell de Bona Esperança. Era la ciutat més gran de Sud-àfrica fins al creixement de Johannesburg i Durban.
Tenia llavors una població de 3.497.097 d'habitants el 2007. La seva superfície de 2.499 quilòmetres quadrats la converteix en una de les ciutats més extenses del país, amb una densitat demogràfica comparativament baixa, de 1.425 habitants per quilòmetre quadrat.
Ciutat del Cap està agermanada amb la ciutat francesa de Niça.
A Robben Island (literalment 'illa de les foques'), una illa molt propera a Ciutat del Cap, va estar pres durant 18 anys el líder del moviment antiapartheid i Premi Nobel de la Pau, Nelson Mandela.

## Història
No se sap res sobre la data en què els primers humans van ocupar l'àrea abans de l'ocupació europea al segle xv. Les restes més antigues de la regió es van trobar a la cova Peers a Fish Hoek i daten de fa uns 12.000 anys.
Poca cosa se sap de la història dels primers residents de la regió, perquè no hi ha historial escrit d'aquesta àrea abans que fos esmentada per primera vegada pel navegant portuguès Bartolomé Díaz l'any 1486. Vasco de Gama va analitzar una zona del cap de Bona Esperança el 1497 i l'àrea no va tenir contacte regular amb els europeus fins al 1652, quan l'holandès Jan van Riebeeck i altres treballadors de la Companyia Holandesa de les Índies Orientals (en neerlandès Verenigde Oost-indische Compagnie, VOC) van ser enviats al Cap a establir una estació de ruta per a vaixells que viatjaven a les Índies orientals holandeses. La ciutat va créixer lentament durant aquest període, ja que era molt difícil trobar-hi mà d'obra adequada. Això va provocar la importació d'esclaus des d'Indonèsia i Madagascar, molts dels quals es convertirien en les primeres comunitats mestisses del Cap.
El Cap va romandre sota control d'Països Baixos fins a la dècada de 1780, quan els holandesos van combatre en la Guerra d'Independència dels Estats Units i en les guerres de la Revolució francesa i l'època napoleònica, al costat de França, en contra del Regne Unit. Com a conseqüència, els britànics van envair Holanda el 1795. Durant aquesta època la VOC ja havia perdut gairebé tota la seva influència a Ciutat del Cap i estava pràcticament a punt de fer fallida. Quan els holandesos van caure derrotats davant els britànics, aquests últims van ser destinats al Cap amb l'excusa de prevenir una invasió francesa.
Els britànics van guanyar indiscutiblement el control de Ciutat del Cap a l'any 1795, en la batalla de Muizenberg. Segons els termes d'un acord de pau negociat després de la guerra, el Cap va ser retornat a Holanda l'any 1803. La guerra es va reprendre aquest mateix any i les forces britàniques van tornar a ocupar el Cap en guanyar la batalla de Blaauwberg el 1806. En el tractat de pau de 1814 que va finalitzar la guerra a Europa, el Cap va ser incorporat permanentment a l'Imperi britànic. En créixer el territori sota control britànic, la ciutat es va convertir en la Colònia del Cap recentment formada.

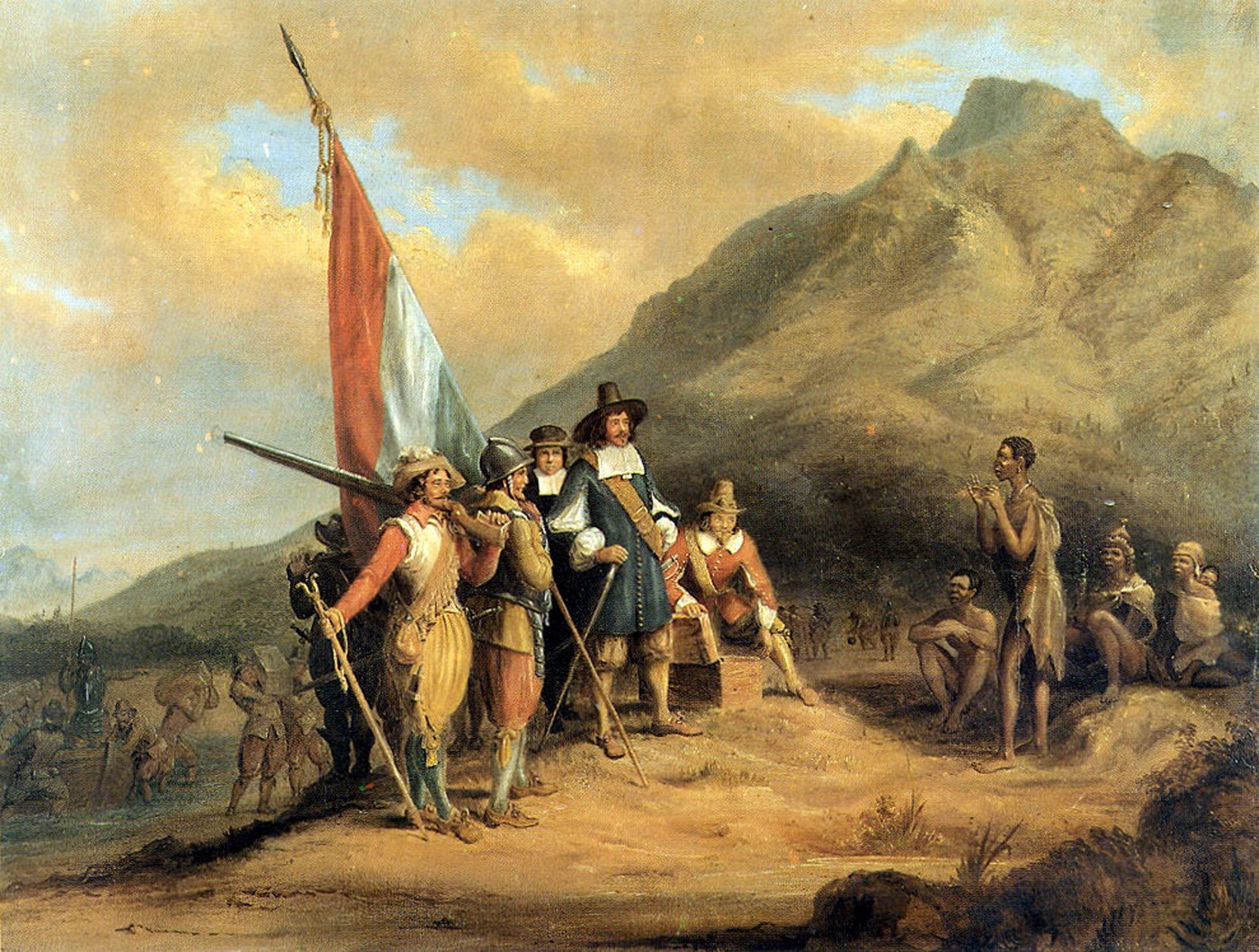
L'arribada de Jan van Riebeeck a la badia Mesa

El descobriment de diamants a Griqualand West l'any 1869 i d'or a la reserva de Witwatersrand el 1886, prop del que avui és Johannesburg, va provocar una febre de l'or massiva. Johannesburg va créixer ràpidament a mesura que el país rebia onades d'immigrants. Van sorgir tensions entre els boers, que havien pres part en el Great Trek i havien establert repúbliques al centre del país, els nous immigrants, anomenats uitlanders i el govern colonial britànic. Aquest conflicte va desembocar en la Segona Guerra angloboer. Després que els britànics guanyessin aquesta guerra i adquirissin el control de les indústries d'or i diamants, van unificar la Colònia del Cap amb les dues repúbliques boer derrotades (la República Sud-africana i l'Estat Lliure d'Orange) i la colònia britànica de Natal, per formar la Unió de Sud-àfrica, que va ser proclamada el 1910 amb Ciutat del Cap com la seva capital legislativa, una funció que continua ocupant actualment.
El 1948, el Partit Nacional va sortir victoriós en una elecció que prometia lleis de segregació ètnica, conegudes col·lectivament per la paraula en afrikaans apartheid. Com a conseqüència de l'Acta d'Àrees de Grups, que va classificar totes les àrees del país i ciutats d'acord amb l'ètnia, els suburbis anteriorment multiètnics van ser escombrats de residents il·legals o demolits. L'exemple més famós a Ciutat del Cap n'és el districte 6, que va ser demolit l'any 1965: forçà el moviment de prop de 60.000 residents després que es declarés com a regió només per a blancs. Molts d'ells van ser reubicats a les planures del Cap. Sota l'apartheid, el Cap es considerava una "zona laboral preferentment mestissa" i excloïa els negres africans.
Ciutat del Cap va ser bressol de molts líders del moviment antiapartheid, malgrat l'engarjolament dels líders a Robben Island, una illa penitenciària a 10 quilòmetres mar endins, on molts presoners polítics famosos van ser tancats durant molts anys. En un dels moments més importants que van marcar el final de l'apartheid, Nelson Mandela va fer públic el seu discurs l'11 de febrer de 1990 des de la balconada de l'edifici municipal de Ciutat del Cap hores després d'haver estat alliberat. El seu discurs va anunciar l'inici d'una nova era per a l'estat i es va dur a terme la primera elecció democràtica sud-africana quatre anys més tard, el 27 d'abril de 1994.
Des de 1994, la ciutat ha hagut d'afrontar problemes seriosos com la SIDA, la tuberculosi i el sorgiment de crims relacionats amb les drogues; això ha afectat la ciutat: té una de les taxes d'homicidis més altes del món, encara que des de 2004 els índexs de delinqüència a la ciutat han baixat un 90%, i ha provoca l'increment de població en els districtes centrals. S'ha assenyalat l'escassa qualitat dels transports públics. Al mateix temps, l'economia ha ressorgit en nivells sense precedents, per l'esclat del turisme i les agències immobiliàries.
Des del final de l'apartheid, Ciutat del Cap es manté com el lloc central de l'oposició política a l'ANC; és l'única gran ciutat governada per l'oposició. Ocupa el lloc número 85 entre 215 ciutats del món pel seu nivell i qualitat de vida, i és la primera ciutat de Sud-àfrica i d'Àfrica, segons el rànquing realitzat per Mercer Human Resources Consulting i la seva alcaldessa Helen Zille va ser nomenada "millor alcaldessa" de l'any 2008.
El 2018 hi hagué una alerta que el març d'aquest any podria tindre falta de subministrament d'aigua per falta de precipitacions més un gran creixement de la població.

## Geografia

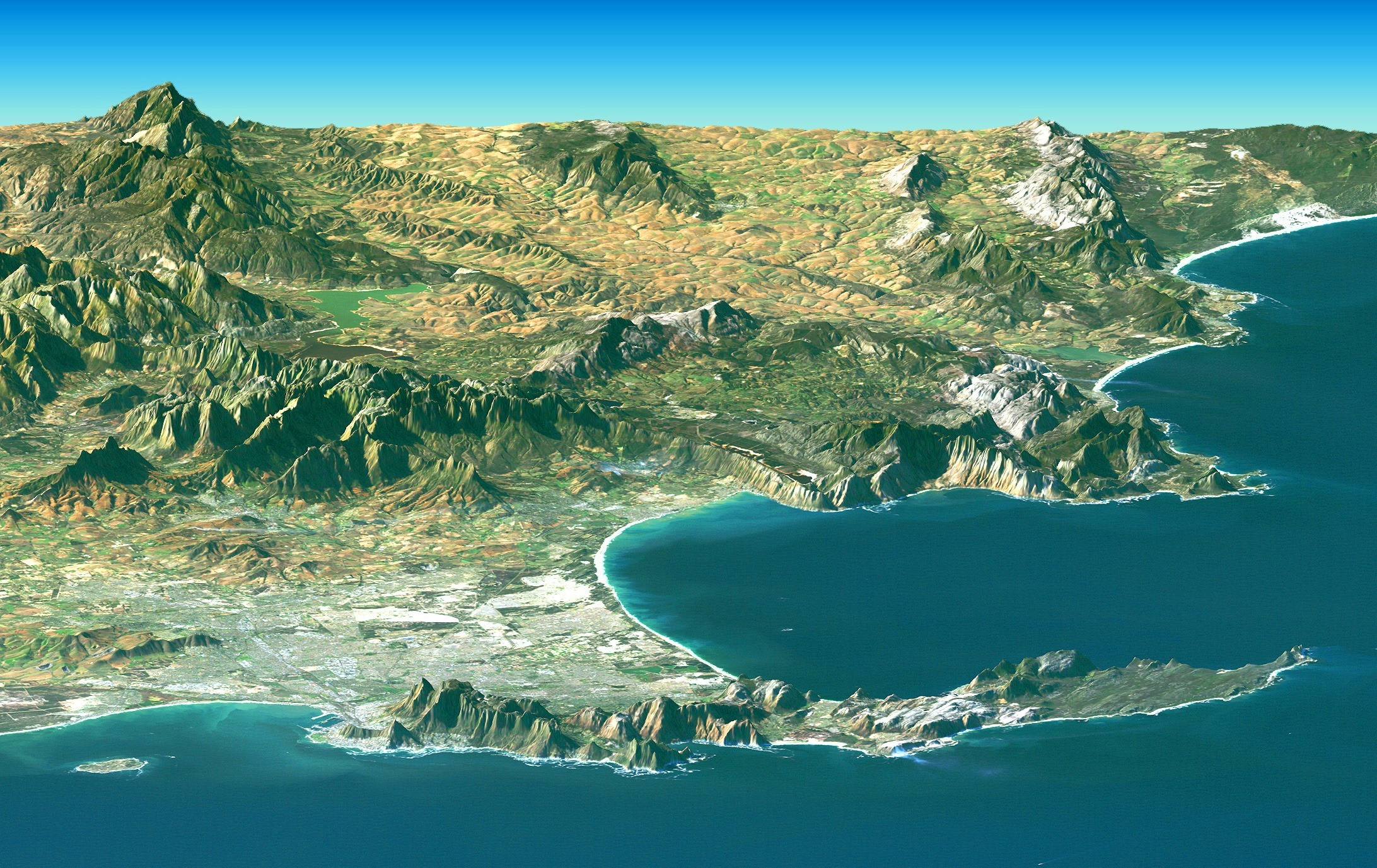
Ciutat del Cap des del satèl·lit Landsat de la NASA al febrer de 2000

El centre de Ciutat del Cap se situa a l'extrem nord de la península del Cap. La muntanya de la Taula forma una marcada depressió cap a la conca de la ciutat, amb el seu altiplà d'un quilòmetre d'altura, i està envoltada de precipicis gairebé verticals: el Pic del Diable i el cap de Lleó. De vegades es forma una franja prima de núvols sobre la muntanya i a causa de la seva aparença se l'anomena les "tovalles de la taula". La península consta d'una abrupta cadena muntanyosa que sobresurt a l'oceà Atlàntic i acaba a la punta del Cap. Existeixen més de 70 cims de vora 300 metres (la definició americana d'una muntanya) dins dels límits oficials de la ciutat. Molts dels suburbis de Ciutat del Cap es troben al gran pla del Cap, que s'uneix a la península a la terra principal. Les planes del Cap descansen en el que es coneix com un pla marí ascendent, consistent en la seva major part en la sorra geològica que mostra que antigament el mont Taula va ser una illa.

## Clima
La península del Cap té un clima mediterrani amb estacions ben definides. A l'hivern, que va de maig a agost, grans fronts freds venen de l'oceà Atlàntic amb fortes precipitacions i vents del nord-oest. Els mesos d'hivern són freds, amb una temperatura mínima mitjana de 7 °C. La major part de la pluja de la ciutat cau durant l'hivern, però a causa de la topografia muntanyosa de la ciutat, les quantitats de pluja poden variar espectacularment en cada àrea específica. El suburbi de Newlands, que es troba al sud de la ciutat, és considerat el més humit de Sud-àfrica. Les planes de la vall costanera tenen de mitjana 515 mil·límetres de pluja a l'any, mentre que les àrees muntanyoses poden tenir de mitjana fins a 1.500 mil·límetres anuals. L'estiu, que va de novembre a febrer, és càlid i sec. La península rep freqüentment vents forts del sud-est, coneguts localment com els "doctors del Cap", perquè netegen l'aire de la contaminació. Aquest vent és causat per un sistema d'alta pressió que s'origina al sud atlàntic a l'oest de Ciutat del Cap, conegut com l'alt sud atlàntic. Les temperatures estiuenques són suaus, amb una màxima mitjana de 26 °C.
| Taula climàtica                                                            |     |     |     |     |     |     |     |     |     |     |     |     |     |
|                                                                            | Gen | Feb | Mar | Abr | Mai | Jun | Jul | Ago | Set | Oct | Nov | Des | Any |
| Temperatura màxima registrada (°C)                                         | 39  | 38  | 41  | 39  | 34  | 30  | 29  | 32  | 33  | 37  | 40  | 35  | 41  |
| Temperatura diürna màxima mitjana (°C)                                     | 26  | 27  | 25  | 23  | 20  | 18  | 18  | 18  | 19  | 21  | 24  | 25  | 22  |
| Temperatura diürna mínima mitjana (°C)                                     | 16  | 16  | 14  | 12  | 9   | 8   | 7   | 8   | 9   | 11  | 13  | 15  | 11  |
| Temperatura mínima registrada (°C)                                         | 7   | 6   | 5   | 2   | 1   | -1  | -1  | 0   | 0   | 1   | 4   | 6   | -1  |
| Mitjana de precipitacions mensuals (mm)                                    | 15  | 17  | 20  | 41  | 69  | 93  | 82  | 77  | 40  | 30  | 14  | 17  | 515 |
| Quantitat mitjana de dies plujosos (>= 1 mm)                               | 6   | 5   | 5   | 8   | 11  | 13  | 12  | 14  | 10  | 9   | 5   | 6   | 103 |
| Font: Servei Meteorològic Sud-africà Arxivat 2007-05-31 a Wayback Machine. |     |     |     |     |     |     |     |     |     |     |     |     |     |

## Flora i fauna
Ciutat del Cap té un dels nivells de biodiversitat més alts de qualsevol àrea equivalent del món.
Hi viuen un total de 19 tipus de vegetació diferents, dels quals diversos són completament endèmics de la ciutat i no viuen en cap altre lloc del món. També és l'únic hàbitat de centenars d'espècies endèmiques, i n'hi ha centenars d'altres que estan severament amenaçades. Aquesta enorme diversitat d'espècies es deu principalment al fet que la ciutat té un emplaçament al punt de convergència de diversos tipus de sòls i microclimes.
Una qüestió que se cita sovint és que hi ha més espècies de plantes indígenes només a la Table Mountain que a tot el conjunt de les Illes Britàniques.
Actualment, el ràpid creixement de la població i la urbanització sobre el territori ha cobert gran part d'aquests ecosistemes. En conseqüència Ciutat del Cap té més de 300 espècies de plantes amenaçades i 13 que ja s'han extingit. De fet, la península del Cap, que es troba totalment dins de Ciutat del Cap, té la major concentració d'espècies amenaçades que qualsevol àrea continental de mida equivalent del món.
Els ecosistemes restants estan parcialment protegits per un sistema de més de 30 reserves naturals –incloent el gran Parc Nacional de la Muntanya de la Taula.

## Govern

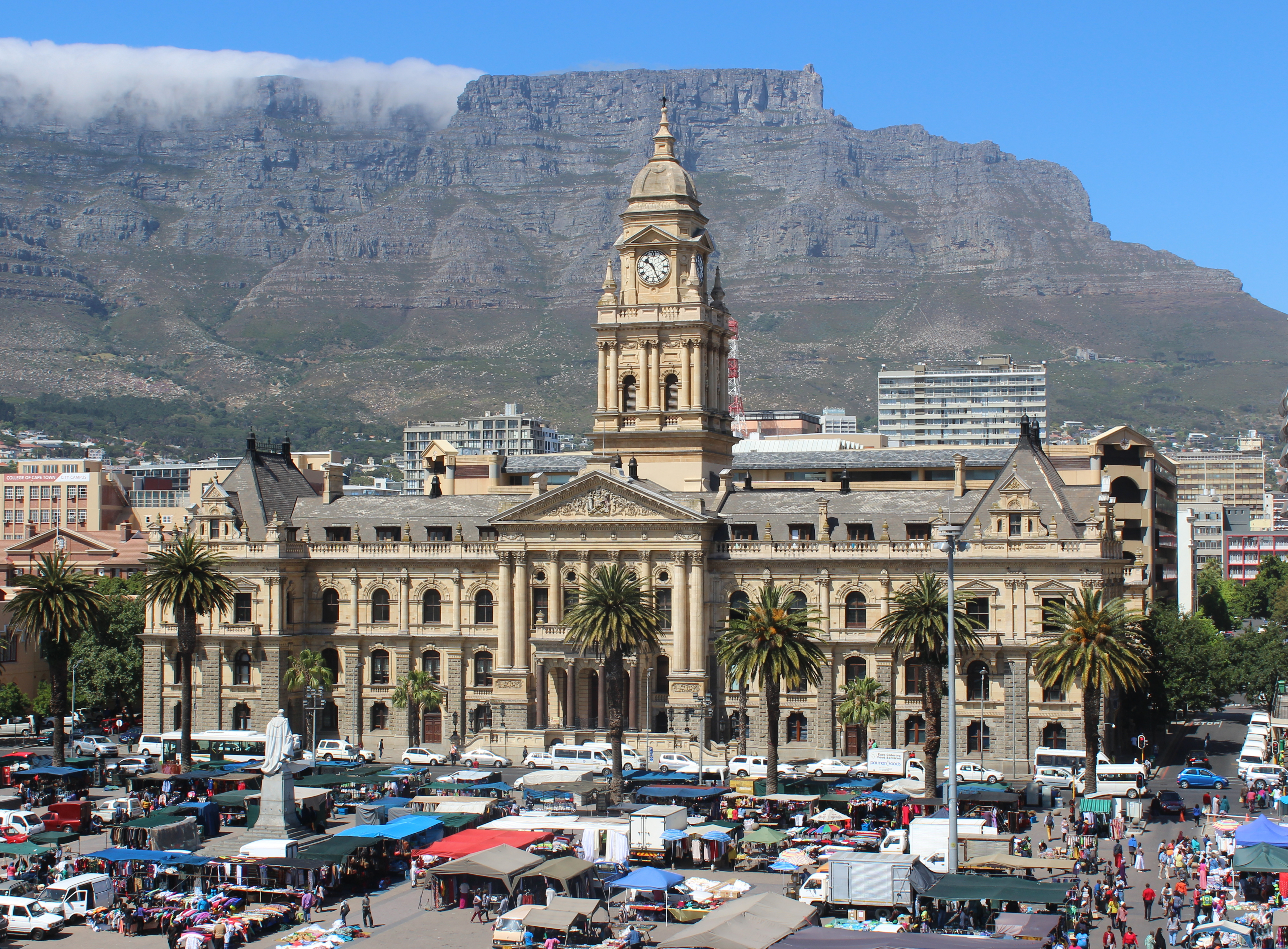
Ajuntament de Ciutat del Cap, situat a City Bowl

Ciutat del Cap és l'única gran ciutat sud-africana no governada per l'ANC: la seva alcaldessa (Hellen Zille) és líder de l'oposició nacional.
El seu govern local és una municipalitat metropolitana que és regida per 210 membres del consell de la ciutat, que responen davant un consell executiu de 28 membres. Aquest és presidit per un gerent de la ciutat i un alcalde executiu, que es tornen en les seves funcions. Ciutat del Cap es divideix en 105 districtes electorals, cadascun dels quals tria directament un dels membres del consell, mentre els restants 105 regidors són elegits per un sistema de representació proporcional de partits polítics. L'alcalde és triat pel consell de la ciutat.
L'alcaldessa actual és Helen Zille d'Aliança Democràtica. En les últimes eleccions locals, Aliança Democràtica va ser el partit que va guanyar més llocs al consell, amb 90 de 210 (94 de 210 actualment després d'eleccions parcials), més que els 81 llocs guanyats al Congrés Nacional Africà, però cap partit va aconseguir-ne la majoria. Les eleccions generals i provincials de 2009 han confirmat el bon govern d'Helen Zille, després d'aconseguir la majoria absoluta a la província (51,5%) i a la ciutat (51% dels vots).
Abans de la unificació del govern local de Ciutat del Cap en l'anomenada "Unió", estava dividida en sis administracions regionals, moltes de les funcions de la Unió encara es divideixen segons les antigues administracions, que inclouen "Ciutat del Cap", que inclou les regions de la conca de la Ciutat, la vora costanera atlàntica i els suburbis del sud, Pinelands, Langa i Mapa de Mitchell. La península del Sud inclou la badia Hout, Wynberg, Constantia, Fish Hoek, Kommetjie, Noordhoek i Simon's Town. La regió Blaauwberg comprèn Milnerton, Tableview i Bloubergstrand. Tygerberg té la seva regió amb Durbanville, Bellville i Khayelitsha dins d'ella. Oostenberg comprèn Kraaifontein, Brackenfell, Kuilsrivier, Blue Downs i Eerste Rivier. Finalment, l'administració d'Helderberg es compon de Somerset West, Strand i la badia de Gordon.

## Demografia
Segons el cens de l'any 2001, la població de Ciutat del Cap és de 2.893.251 habitants. Hi ha 759.767 habitatges formals, dels quals el 87,4% posseeix vàter connectat al clavegueram o químic, i el 94,4% té servei de retirada d'escombraries de la municipalitat almenys una vegada per setmana. El 80,1% dels habitatges usa electricitat com a font principal d'energia. El 16,1% dels habitatges són de propietat d'una persona.
Els mestissos representen el 48,5% de la població, seguits pels negres africans amb un 31%, els blancs amb un 19% i els asiàtics amb un 1,5%. El 46,6% de la població té menys de 24 anys, mentre que el 5% té més de 65 anys. La mitjana d'edat a la ciutat és de 26 anys i per cada 100 dones hi ha 92,4 homes. Un 19,4% dels residents de la ciutat estan en atur, d'ells el 58,3% són d'ètnia negra, el 38,1% són mestissos, el 3,1% són blancs i el 0,5% són asiàtics. Ciutat del Cap és l'única de les 10 ciutats sud-africanes de més de mig milió d'habitants amb majoria de població no negra i a més tenen una gran comunitat de descendents d'anglesos i 60.000 sefardites que viuen a la ciutat.
| Zona urbana          | Població urbana (2001) |
| -------------------- | ---------------------- |
| Ciutat del Cap       | 0800.794               |
| Mitchell's Plain     | 0345 260               |
| Khayelitsha          | 0241 206               |
| Blue Downs           | 0148 634               |
| Elsiesrivier         | 0085 411               |
| Bellville            | 0085 000               |
| Milnerton            | 0075 586               |
| Parow                | 0074 770               |
| Brackenfell          | 0067 882               |
| Somerset West        | 0056 505               |
| Guguletu             | 0055 452               |
| Kraaifontein         | 0053 083               |
| Atlantis             | 0051 678               |
| Nyanga               | 0046 022               |
| Goodwood             | 0045 866               |
| Kuilsriver           | 0043 311               |
| Strand               | 0043 101               |
| Durbanville          | 0039 889               |
| Eersterivier         | 0028 649               |
| Crossroads           | 0018 667               |
| Fish Hoek            | 0015 797               |
| Mfuleni              | 0014 318               |
| Langa                | 0013 238               |
| Houtbaai             | 0013 226               |
| Du Noon              | 008 249                |
| Nomzano              | 007 865                |
| Melkbosstrand        | 006 164                |
| Mamre                | 005 938                |
| Simonstown           | 004 712                |
| Joe Slovo Park       | 004 567                |
| Masiphumelele        | 004 042                |
| Sir Lowry's Pass     | 003 564                |
| Total Ciutat del Cap | 002 521 309            |

## Esports i estadis
Els esports més populars pel que fa a participació són el criquet, el futbol, la natació i el rugbi a 15. En el rugbi a 15, Ciutat del Cap és la seu de l'equip del Western Province, que juga a l'estadi Newlands i competeix en la Currie Cup.

### Esdeveniments esportius
Ciutat del Cap té una llarga experiència a organitzar grans esdeveniments esportius, tant a nivell nacional com internacional.

## Transport
Aire

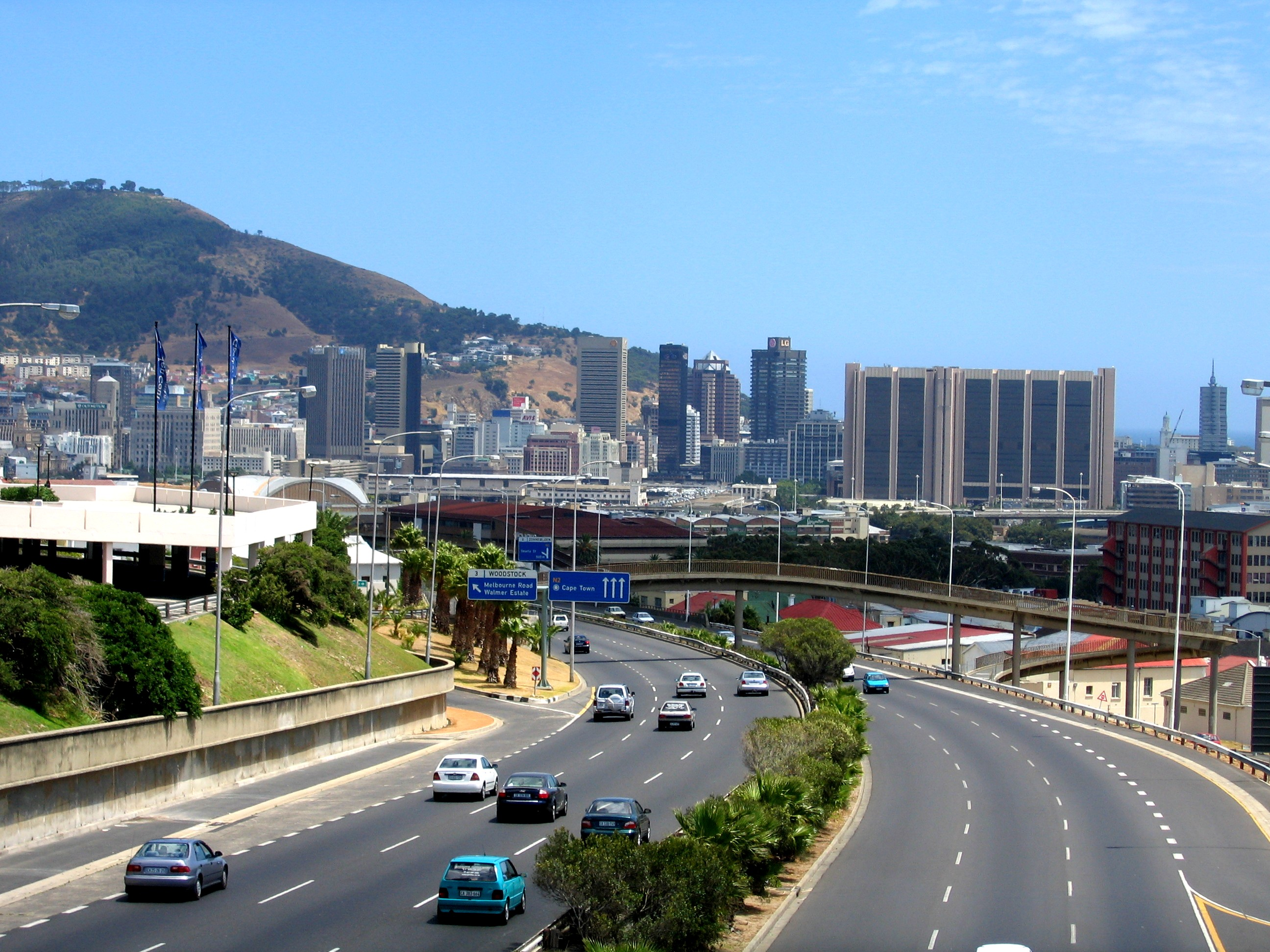
La N2, també coneguda com Eastern Boulevard, entra al City Bowl i acaba al districte Financer Central

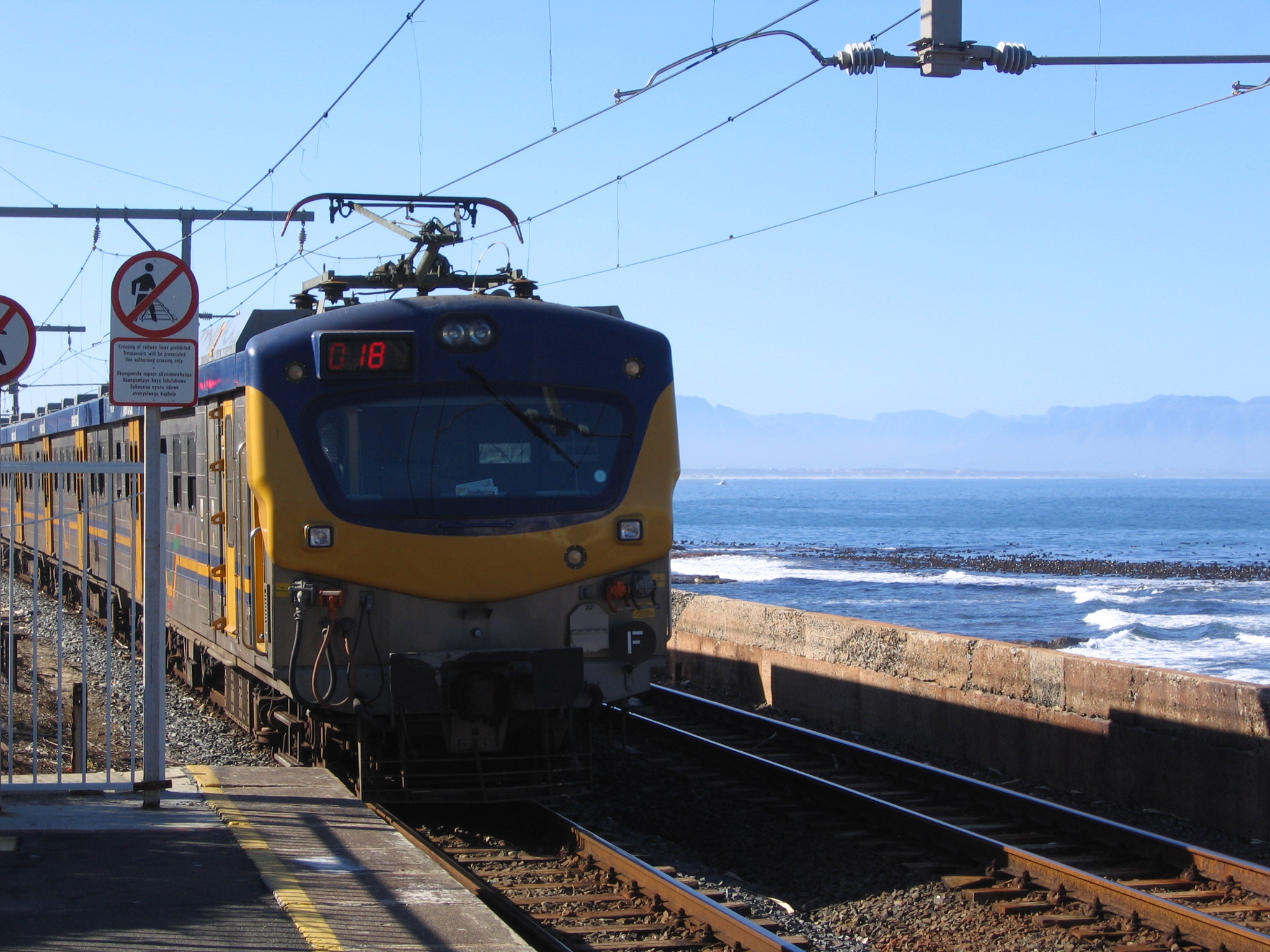
Un comboi del metro sortint de l'estació Kalk Bay

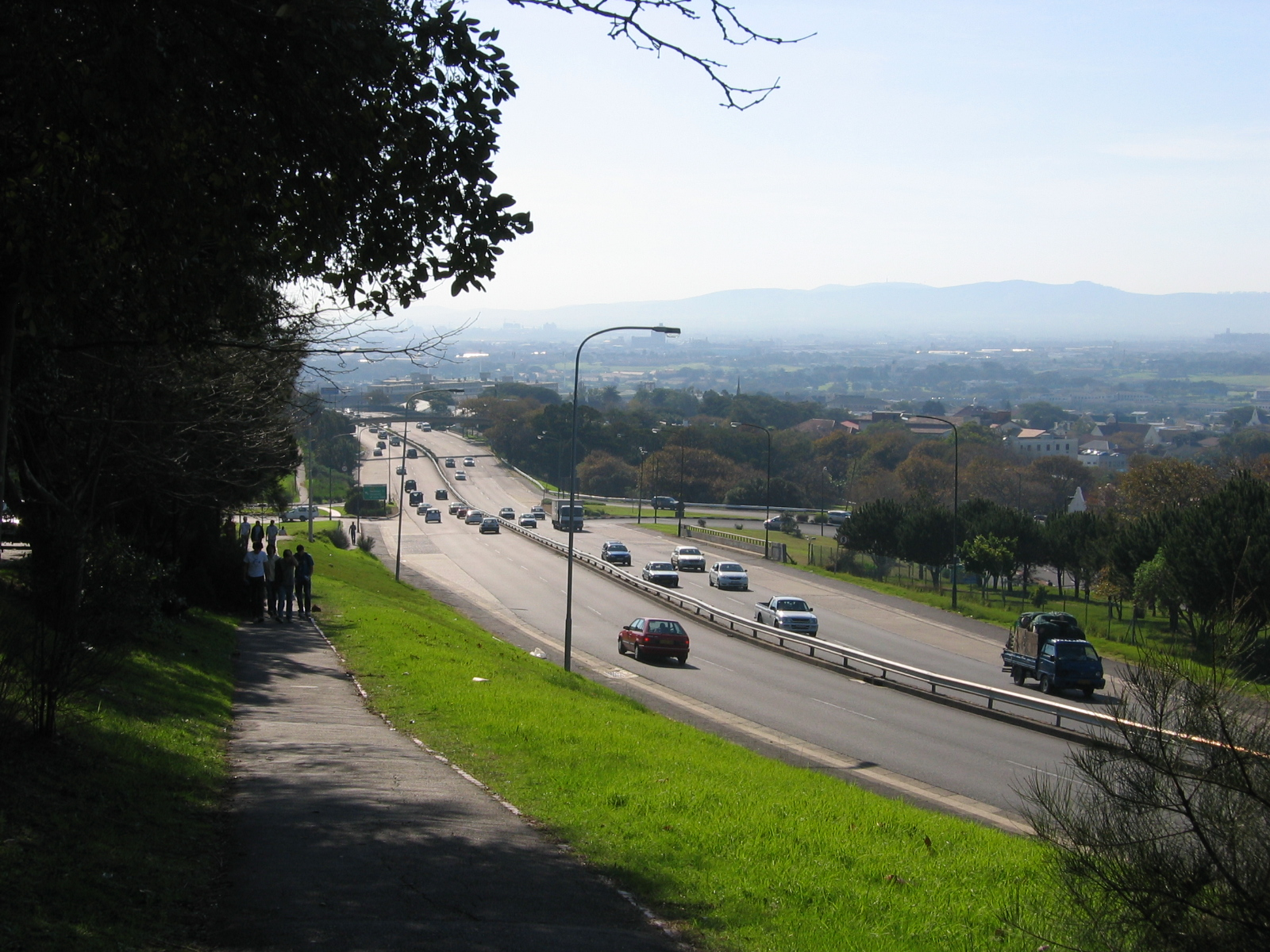
La M3 quan passa per la Universitat de Ciutat del Cap. La M3 és el major enllaç entre el City Bowl i els barris del sud

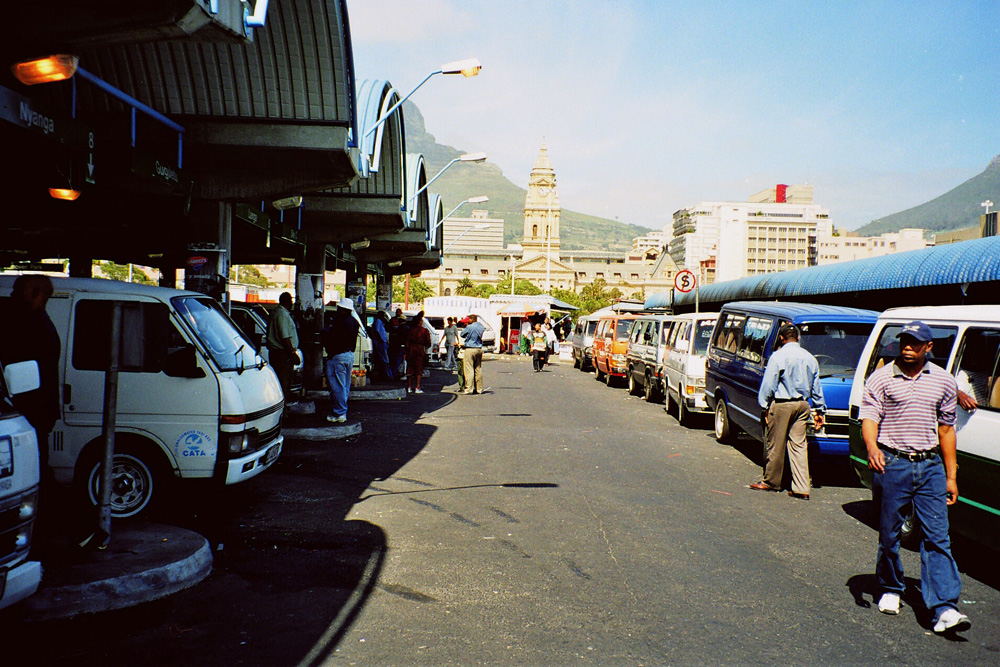
Parada de taxis a l'estació de trens de Ciutat del Cap

L'aeroport internacional de Ciutat del Cap s'utilitza tant per a desplaçaments interns com per a vols internacionals. És el segon aeroport més gran de Sud-àfrica i opera com la principal porta de viatgers que volen a la regió de Ciutat del Cap. Ciutat del Cap té vols directes a la majoria de ciutats de Sud-àfrica així com un bon nombre de destinacions internacionals.
Des del juny de 2006, l'aeroport internacional de Ciutat del Cap s'amplià per assumir l'augment de trànsit aeri així com el nombre de turistes arran de la Copa del Món de Futbol de 2010 que organitzà l'estat africà. Les renovacions inclouen diversos grans aparcaments de vehicles, un terminal per a sortides domèstiques i un nou terminal internacional, més unes noves carreteres per als autobusos de dos pisos. També s'han ampliat les instal·lacions de càrrega de l'aeroport, i noves zones d'oficines i hotels.
Mar
Ciutat del Cap té una llarga tradició en el que és el port de la ciutat. El port de Ciutat del Cap, el principal port de la ciutat, està situat a la badia de Table, directament al nord del districte central de negocis. El port és un centre per als vaixells que treballen a la part meridional de l'Atlàntic: és situat al llarg d'uns dels corredors navals més transitats del món. També és un important port de contenidors, el segon d'Àfrica únicament després de Durban. El 2004, va rebre 3.161 vaixells i 9,2 milions de tones de càrrega.
El port de Simon's Town a la costa de la badia False a la península del Cap és la principal base naval de la South African Navy.
Tren
El Shosholoza Meyl és el servei de trens de passatgers de Spoornet i opera dos serveis de llarga distància des de Ciutat del Cap: un servei diari cap a la ciutat de Johannesburg, per Kimberley i un servei setmanal des de Durban per Kimberley, Bloemfontein i Pietermaritzburg. Aquests trens finalitzen el recorregut a l'estació de trens de Ciutat del Cap i realitzen una breu parada a Bellville. Ciutat del Cap és també una de les parades terminals del luxós (i orientat als turistes) tren Blau, així com del tren de cinc estrelles Rovos Rail.
Metrorail opera un servei de rodalia de Ciutat del Cap i la seva àrea metropolitana. La xarxa de Metrorail consisteix en 96 estacions repartides pels barris i els afores de Ciutat del Cap.
Carretera
Tres carreteres nacionals comencen a Ciutat del Cap: la N1, que enllaça Ciutat del Cap amb Bloemfontein, Johannesburg, Pretoria i Zimbàbue; la N2, que enllaça la ciutat amb Port Elizabeth, East London i Durban; i la N7, que la uneix amb el cap Septentrional i Namíbia. La N1 i la N2 comencen ambdues al districte central de negocis, i se separen a l'est de la CBD, on la N1 continuà cap al nord-est i la N2 segueix al sud-est, per l'aeroport internacional de Ciutat del Cap. La N7 comença a Mitchells Plain i va cap al nord, intersecciona amb la N1 i la N2 abans de sortir de la ciutat.
Ciutat del Cap també té un sistema d'autopistes i autovies, que connecten diferents punts de la ciutat. La M3 se separa de la N2 i marxa cap al sud seguint el vessant de la muntanya de la Taula, uneix City Bowl a Muizenberg. La M5 se separa de la N1 més a l'est que la M3, i enllaça el cap Flats al CBD. La R300, que informalment es coneix com l'autopista de Cap Flats, enllaça Mitchells Plain amb Bellville, la N1 i la N2.
Autobusos
El Golden Arrow Bus Services és l'entitat que opera els serveis d'autobús entre Ciutat del Cap i l'àrea metropolitana. Diverses companyies efectuen serveis de llarga distància entre la capital i altres ciutats de Sud-àfrica.
Taxis
La Ciutat del Cap té dos tipus de taxis: taxis i taxis minibusos. Al revés que altres ciutats, els taxis no tenen permís per anar voltant per la ciutat buscant clients sinó que s'han de cridar per anar a un lloc en concret.
Els taxis minibusos són la forma de transport estàndard per a la majoria de població que no es pot permetre un vehicle privat. Tot i que són essencials, els taxis sovint tenen un manteniment força baix i freqüentment no són aptes per a circular. Aquests taxis realitzen sovint parades no previstes per carregar passatgers, fet que pot causar accidents. Amb l'elevada demanda de transport per part de les classes treballadores de Sub-àfrica, els minibusos sovint transporten més passatgers del que legalment tenen permès, fet que fa que el nombre de víctimes pugi considerablement en cas d'accidents. Els minibusos normalment són propietat i operen per flotes, i de tant en tant esclaten episodis de violència entre les diferents flotes en les guerres territorials que es donen en les rutes més lucratives.